# Duikersluis (Zaandam)
De duikersluis was de meest oostelijke sluis in de gemeente Zaandam in de Nederlandse provincie Noord-Holland. Het was een schutsluis met puntdeuren in de Hoge- of Zaandam tussen de Voorzaan en de Achterzaan of Binnenzaan. Deze sluis werd in 1611 aangelegd door de droogleggers van de Beemster, die gebruikt werd om water van de Zaan uit te slaan. Dat was mogelijk als de waterstand van het IJ dat toeliet en het noodzakelijk werd geacht. De sluis werd daarom ook wel beemstersluis genoemd.
De duikersluis mocht worden bevist door de sluiswachter die als pachter voor een periode van drie jaar verantwoordelijk was voor de afdracht van schutgelden van de kleine sluis en over een vrije woning beschikte.
Bij de vernieuwing van de sluis in 1777-1779 werden twee natuurstenen bekroningen op het complex geplaatst. Van 17 tot 26 mei 1831 was de passage via de duikersluis gestremd wegens een belangrijke reparatie aan het gewelf.
De Duikersluis werd tegelijk met de zogenoemde Kleine Sluis in 1903 gesloopt voor de bouw van de Wilhelminasluis. De twee natuurstenen bekroningen werden verplaatst naar de Binnenzaan-zijde van de Hondsbossche Sluis.